# 肖战 (1968年)
肖战（1968年5月22日—）是中国的一名乒乓球教练，1985年至1992年曾为中国国家乒乓球队男队球员，球员时期的打法为左手横板，此后曾在四川乒乓球男队、中国国家乒乓球队男一队执教，2017年起在中国国乒女一队担任教练员，2022年转任国乒混双组教练组长。

## 经历
肖战是四川乒坛名宿肖阳宗之子，11岁时因肖阳宗任四川省乒乓球队主教练而无法进入四川省队，只能在青海省队参赛，15岁进入中国国家青年队。1985年，肖战进入中国国家乒乓球队，而当时中国男乒正处于低谷阶段，阵中又有马文革等几员干将，肖战在国家队始终未能成为一流选手，球员时期最佳成绩为1989年全国乒乓球锦标赛男单亚军（决赛中负于陈志斌）。1989年，四川省体工队将5名举重运动员调到青海，以此为交换条件将肖战调回四川省队。
1990年，肖战被国家队教练组公派到南斯拉夫贝尔格莱德游击队俱乐部打球，1991年国乒男队主教练蔡振华曾数次给予肖战参赛机会，但赛场表现仍然不尽人意的肖战只得于1992年离开国家队，在欧洲获得当时的卡塔尔乒协主席垂青，从而执教卡塔尔国家队，其间曾于1993年第7届全运会参加比赛，1994年又转赴台湾，担任中華臺北球员陈静的教练，在陈静夺得1996年亚特兰大奥运会女单银牌后离开台湾，再次前往卡塔尔执教。
1997年第8届全运会期间，由于四川乒乓球队缺兵少将，肖战只得再度以球员身份上阵参赛，预赛阶段更险些失去决赛资格，肖战因此决定回四川省队担任教练。1998年10月，肖战开始执教当时仍属于乙级队的四川省乒乓球男队，1999年带领四川男队冲甲，后升入2000赛季乒超联赛。2001年，肖战麾下的四川男队引进韩国外援柳承敏，柳承敏也成为中国乒坛第一位外援。
2002年1月，肖战赴北京担任国家乒乓球二队主教练，当时的国乒二队由1983～1986年龄组球员组成。2003年6月23日，中国国家乒乓球队教练班子调整，肖战担任男队第三教练组组长，该组队员有孔令辉、刘国正、邱贻可等17人。
2009年3月，肖战成为张继科在国家队的主管教练，张继科后来在其指导下于2012年成为中国乒坛最快夺得大满贯的选手。2017年4月6日，肖战转任女乒一队教练，其所在分组的球员为劉詩雯、王曼昱、孙铭阳、李晓丹、陈可。此后肖战开始着重培养小将王曼昱，刘诗雯的主管教练则于2018年末由马琳接任。
2023年1月，已转任国乒混双组教练组长的肖战成为男乒选手王楚钦的主管教练。2024年7月30日，在肖战担任混双教练组长期间，王楚钦搭档孫穎莎获得巴黎奥运会乒乓球混双金牌。